# Helen Westley
Helen Westley, född 28 mars 1875 i Brooklyn, New York, död 12 december 1942 i Middlebush, New Jersey, var en amerikansk skådespelare. Till hennes kändare roller hör Marilla i 1934 års filmversion av Anne på Grönkulla. Hon gjorde totalt 38 filmroller. Hon uppträdde regelbundet på Broadway där hon skådespelade från 1915 fram till 1939.

## Filmografi
- 1934 – Anne på Grönkulla
- 1934 – Döden tar semester
- 1936 – Vildkatten från Mississippi
- 1937 – Heidi
- 1938 – Baronessan och hovmästaren
- 1940 – Allt detta och himlen därtill
- 1940 – Primadonnan
- 1941 – Adam hade fyra söner
- 1941 – Som man bäddar...
- 1941 – Million Dollar Baby

## Teater

### Roller
| År   | Roll         | Produktion            | Regi           | Teater                             |
| ---- | ------------ | --------------------- | -------------- | ---------------------------------- |
| 1929 | Amelia Light | Dynamo Eugene O'Neill | Philip Moeller | Martin Beck Theatre, New York, USA |